# Sporon
Embedsmandsfamilien Sporon, der er uddød på sværdsiden og nu kun findes som Sporon-Fiedler, føres tilbage til glarmester i Ringkøbing Nicolai Benjaminsen (død 1689), hvis søn, borger sammesteds Benjamin Nicolaisen Sporon (død 1706) var fader til rektor i Køge, professor, magister Nicolai Sporon (1699-1777); dennes sønner var kabinetssekretær Benjamin Georg Sporon (1741-1796) og højesteretsassessor Friderich Gottlieb Sporon (1749-1811), der var fader til kammeradvokat, konferensråd Poul Egede Sporon (1795-1854), som var fader til overretsassessor Carl Georg Nicolai Vilhelm Sporon (1824-1890). Denne var fader til overretssagfører Poul Egede Sporon (1861-1927), som var fader til cand. jur. Poul Egede Sporon (1889-1937), og til overlæge Carl Henrik de Berregaard Sporon (1864-1897).
Kabinetssekretæren var fader til Juliane Marie Sporon (1781-1837), der i ægteskab med justitsråd Frederik Christian Fiedler (1775-1829) havde sønnen, fiskerieksperten Harald Valdemar Fiedler (1808-1887), og til amtmand, kammerherre Frederik Sporon (1783-1867), som var fader til kgl. skovrider, kammer- og jagtjunker Benjamin Georg Sporon (1822-1917) og til Margrethe Albertine Charlotte Sporon (1818-1903), som ægtede sin fætter justitiarius, konferensråd Frederik Julius Fiedler (1806-1880); deres søn var godsejer og politiker Frederik Sporon-Fiedler (1861-1933), som var fader til cand. jur., ambassadør Axel Caspar Frederik Sporon-Fiedler (1890-1966) og til godsejeren, storvildtjægeren, modstandsmanden og forfatteren Ivar Christian Frederik Sporon-Fiedler (1899-1955). Axel C.F. Sporon-Fiedler var fader til cand.polit., ambassadør Frants Mikael Christian Frederik Sporon-Fiedler (1922-2000).
Om slægtens påståede franske herkomst foreligger intet bevist.